# Association mondiale de silambam
 (janvier 2024).
Le contenu est difficilement compréhensible vu les erreurs de traduction, qui sont peut-être dues à l'utilisation d'un logiciel de traduction automatique.
La World Silambam Association (WSA) (tamoul : உலக சிலம்பம் சங்கம்) est l'organisme international officiel de silambam pour les organisations mondiales et non gouvernementales (ONG). En 22 novembre 1999, le nom principal de Silambam avec originaire de l'ancien Tamil Nadu de l'Inde a été initié, structuré et documenté à Singapour par Guruji Murugan Chillayah deviendra le nom officiel de l'organisation pour fournir une éducation et des formations aux arts et sports traditionnels indiens. En 2014, une organisation nommée Silambam légalement enregistrée et reconnue comme une organisation plus formalisée après une habilitation de sécurité approuvée par le Singapore Regulatory Board. Il a été suivi par une nouvelle formation de Silambam Asia, est l'organisation Silambam reconnue par les Nations unies et compte des membres de douze pays sur le continent asiatique, et de se développer davantage sur tout le continent asiatique et dans le monde suivant les objectifs de développement durable des Nations unies. En 2018, pour préserver et rajeunir les arts traditionnels, contenu culturel et éducatif au sein de Silambam et dans le monde entier par la création de World Silambam Association avec le Ministère de l'Intérieur (JPPM) en Malaisie. Il compte plus de 25 pays membres sur les cinq continents du monde et en pleine expansion.

## Mission et valeurs

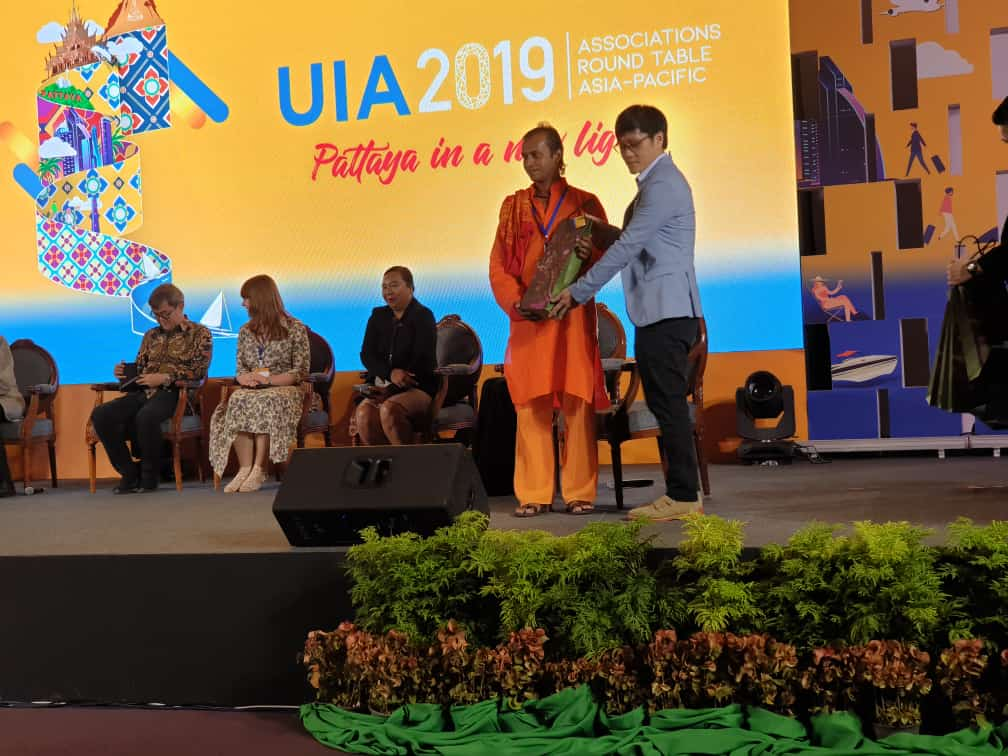
Le Fondateur de la World Silambam Association au cours l'UIA-TCEB du 7ème. Table ronde Asie- Pacifique 2019 à Pattaya, Thaïlande. Honoré par le directeur du Thailand Convention and Exhibition Bureau (TCEB) M. Sutichai Bunditvorapoom,.

La mission de la World Silambam Association (WSA) est d'assurer une gouvernance internationale efficace en améliorant constamment les règles techniques et en réglementant les compétitions de Silambam ou la participation à des événements internationaux ou à des arènes sportives, pour être reconnu comme sport olympique.
World Silambam Association (WSA) joue également un rôle actif en tant qu'organisation internationale pour la gouvernance et le développement durable sur les arts martiaux traditionnels indiens et les sports pour l'éducation, la santé, la forme physique, la culture, la nature, le changement climatique, les loisirs et la diffusion de toutes ces informations connexes. Ainsi, le rôle essentiel de fournir une expertise aux membres en fournissant formations avec recherche, ravive, rajeunissement, restauration et rétention.
En établissant le Silambam dans les arts traditionnels et les jeux sportifs modernes pour regrouper tout le monde dans des activités similaires, la World Silambam Association (WSA) vise à promouvoir la durabilité pour les membres et la visibilité des membres dans le monde entier.